# Dicionário Histórico das Famílias Nobres e Notáveis da Itália

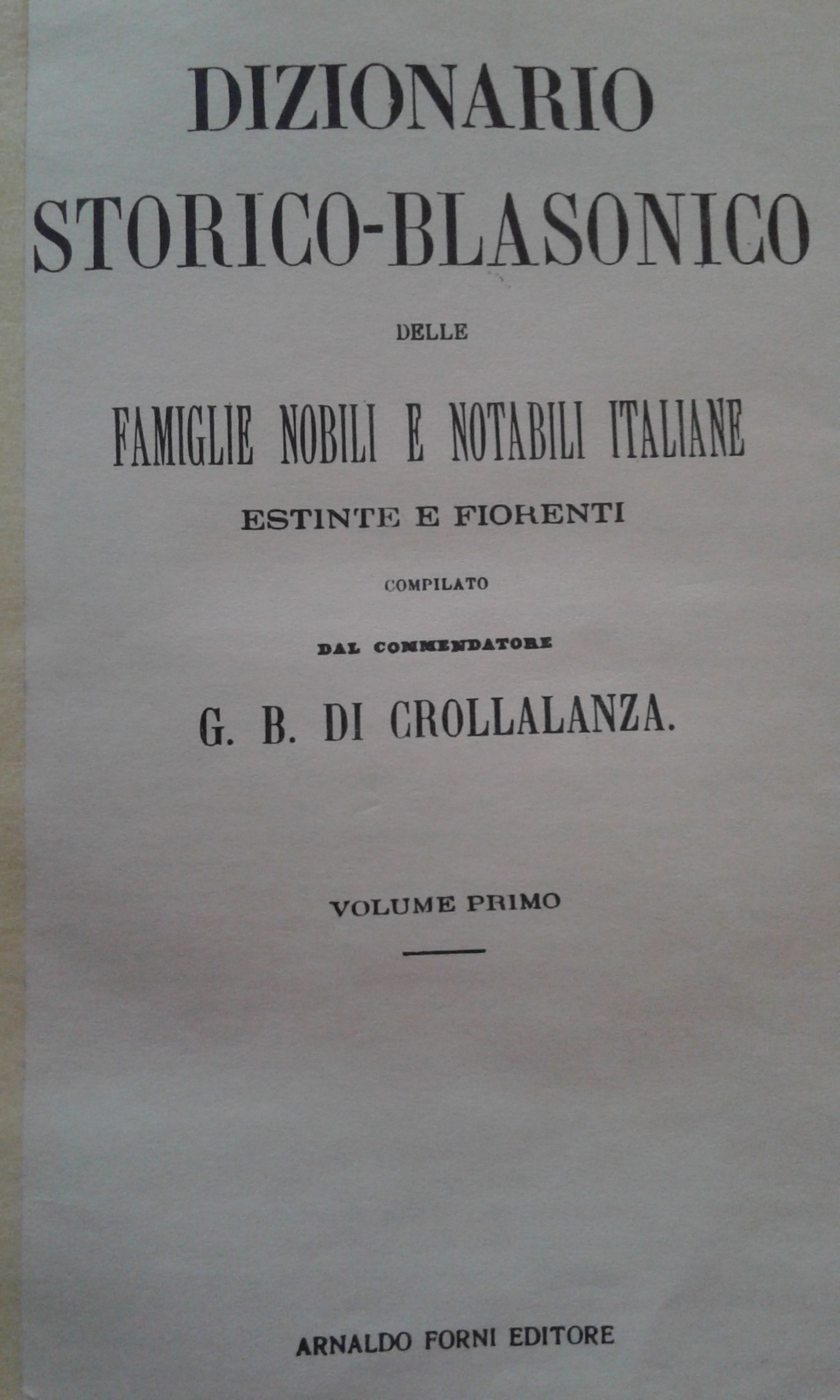

O Dicionário Histórico das Famílias Nobres e Notáveis da Itália (em italiano: Il Dizionario Storico-Blasonico delle Famiglie Nobili e Notabili Italiane Estinte e Fiorenti) é um livro escrito no século XIX pelo genealogista italiano Giovan Battista di Crollalanza.

## Estudo
O Sr. di Crollalanza criou o projeto de viajar por todo o Reino de Itália, catalogando em um livro as principais e nobres famílias italianas. O resultado do seu trabalho ficou imortalizado no Dizionario Storico Blasonico. Neste consta uma pequena descrição de cada família nobre, a origem geográfica e muitas vezes o brasão das mesmas. O livro foi publicado em 1886, possuindo três volumes e mais de mil e quatrocentas páginas.
O pesquisador se utilizou de registros paroquiais, municipais e heráldicos para a sua pesquisa. Com isso, até hoje a obra criada pelo Sr. di Crollalanza é bastante usada pelos estudos de genealogia italiana.

## Algumas das nobres famílias listadas no Dicionário Histórico
| Sobrenomes com A: | Sobrenomes com B: | Sobrenomes com C: | Sobrenomes com D: |
| --- | --- | --- | --- |
| Abaco. Abaisio. Abaleo. Abatucci. Abatelli. Abatessa. Abauma. Abbaco. Abela. Accardo. Acconci. Acerba. Adda. Adelardi. Adimari. Agnelli. Agliardi. Agliano. Agostini. Alberti. Albertoni. Albini. Albizzi. Alboni. Aldobrandeschi. Alemani. Alessandrini. Alighieri. Angeli. Angioletti. Antonelli. Aquaria. Aquila. Aviani. | Baccalar. Bacchi. Bacchini. Bacile. Bagnolo. Baille. Balbani. Baldi. Balestri. Ballarini. Ballestrero. Balsamo. Bandieri. Bandini. Barberi. Barbieri. Bargalli. Bariasini. Bazoni. Barone. Bartoccelli. Bartolini. Bartolomei. Beamount. Begiami. Belmoto. Bellonzi. Belvedere. Benedetti. Berlini. Bergamo. Bertazzi. Bertolosso. Bianchi. Bianchini. Bilibio Boccasino. Bonaldi. Borghesi. Borgo. Borsello. Brocolelli. Brognolli. Bruni. | Caballero. Cabianco. Cassaro. Cacciaguerra. Cadamosto. Caffarelli. Caisseli. Calcari. Caldarone. Calderini. Calliari. Calini. Calligine. Callori. Calla. Calvanese. Calvi. Camilla. Campana. Campanazzi. Camponeschi. Canetelli. Carboni. Carcassola. Carrara. Casanova. Cassiolatto. Castellani. Castelli. Castillo. Cavazza. Cerchi. Colombo. Conti. | Dall´Armi. Dalmazzo. Dalmonte. Davagna. Delitala. Delvecchio. Diversi. Donati. Doni-Borgognoli. Donezzeli. Drachi. Drago. |

| Sobrenomes com E:                                              | Sobrenomes com F: | Sobrenomes com G: | Sobrenomes com H:                                        |
| -------------------------------------------------------------- | --- | --- | -------------------------------------------------------- |
| Egra. Emilliano. Emilliani. Enrici. Enrico. Errante. Ezzelini. | Fabbri. Fabbrini-Ciabattini. Fabbretti. Fabiani. Fabro. Facci. Facini. Falcombelli. Falconi. Falzacappa. Fantini. Fardella. Faussone. Faya. Fenzi. Ferrari. Ferranti. Ferreri. Fiaschi. Filippini. Fiorani. Floriani. Franchi. | Gabra. Gabaldiani. Gabrielli. Gadaldi. Gadaleta. Gaddi. Gagliardis Dalla Volta. Gagliardi Beneventi. Galbiati. Galiano. Galli. Galliano. Gandini. Garibaldi. Gaspari. Gastone. Gentili. Giordani. Golfarelli. Gordone. Gottardi. | Harac. Herra. Hierschel De Minerbi. Hercolani. Honorati. |

| Sobrenomes com I:                                                         | Sobrenomes com J:                       | Sobrenomes com K: | Sobrenomes com L: |
| ------------------------------------------------------------------------- | --------------------------------------- | ----------------- | --- |
| Icheri. Ildaris. Imbonati. Infontanetta. Incontri. Interlandi. Isimbardi. | Jacinii. Jacobelli. Janni. Jugalpretto. | Não há.           | Labini. Lacaro. Lachini. Labruto. Lagni. Lalignami. Lambardi. Lambardini. Lambertelli. Lancellotti. Lanceti. Leonardi. Levanto. Lippi-Neri. Lippi di Ghino. Lipoldi. Lippi-Guardi. Liori. Locatelli. Lovati. Luciani. |

| Sobrenomes com M: | Sobrenomes com N: | Sobrenomes com O:                                                                      | Sobrenomes com P: |
| --- | --- | -------------------------------------------------------------------------------------- | --- |
| Macari-Tramarina. Machirelli. Medici. Maddalesi. Maffei. Magnani. Manardi. Mancini. Manfredini. Manovelli. Martini. Mazzei. Meli-Lupi-Tarasconi. Mondi. Montini. Morattini. Morelli. Murari Dalla Corte. | Naccarella. Naldi. Nanni. Napoli. Nardini. Nardi da Vaglia. Negri. Negrelli. Nelli. Nobili. Notabartolo. Notolini Novelli. | Obeleri. Occelletti. Odaldi. Ogliati. Olivieri. Oliveri D´Acquaviva. Onesti. Ottolini. | Pacca. Paccagnotti. Padovani. Palermo. Pallavicini. Pandoni. Pantalone. Passini. Pedrini. Passerini. Pedrelli. Perri. Piccolimini-Pieri. Pisane. Puma. Polo. |

| Sobrenomes com Q:                 | Sobrenomes com R: | Sobrenomes com Z: |  |  |
| --------------------------------- | --- | ----------------- |  |  |
| Quadri. Quadro. Quintana-Duegnas. | Rabatta. Radici. Rafaelli. Ramberti. Raschieri. Recanati-Zucconi. Regin. Ricci. Ripaldi. Rivera. Rocatti. Roveretta. | Zuliani           |  |  |